# Charles Martin (homme politique)
Pour les articles homonymes, voir Charles Martin et Martin.
Charles Henry Martin, né le 1er octobre 1863 dans le comté d'Edwards et mort le 22 septembre 1946 à Portland, était un militaire et une personnalité politique américaine qui fut notamment le 21e gouverneur de l'Oregon.